# Steel Umbrellas
Steel Umbrellas è il decimo album in studio del gruppo rock canadese Saga, pubblicato nel 1994.

## Tracce
1. Why Not? – 4:18
2. (You Were) Never Alone – 4:28
3. Bet On This – 3:53
4. Shake That Tree – 4:18
5. Password Pirate / Access Code / Password Pirate – 3:36
6. I Walk With You – 4:02
7. Push It – 3:02
8. Steamroller – 4:12
9. Say Goodbye To Hollywood – 4:34
10. Feed the Fire – 4:09

## Formazione
- Michael Sadler - voce, cori
- Ian Crichton - chitarra
- Jim Gilmour - tastiera, cori, voce
- Jim Crichton - basso
- Steve Negus - batteria, percussioni